# Mechel
Mechel est une entreprise métallurgique russe qui faisait partie de l'indice RTS.